# Trance 100
Trance 100 is een populaire negendelige reeks van verzamel-cd's, die is verschenen van 1997 tot en met 1999 bij Arcade. Zoals de naam al doet vermoeden, is het muzikale genre van deze cd's trance. Elk deel telt honderd tracks. De reeks was om verschillende redenen zeer populair. Ten eerste was het grote aantal tracks, dat op vier cd's per deel werd geplaatst, een aantrekkelijke factor. Bovendien werd veel zorg besteed aan de tracklisting. Om deze reden luidt het onderschrift dan ook 'Best of the best'. Ten slotte is het design van de reeks opvallend.